# フレデリック・グレゴリー
フレデリック・グレゴリー(Frederick D. Gregory、1941年1月7日-)は、アメリカ空軍のパイロット、軍事工学者、テストパイロット、アメリカ航空宇宙局(NASA)の宇宙飛行士である。NASA副長官を務め、また2005年の短期間、NASA長官代理も務めた。

## 生い立ち
グレゴリーは、1941年1月7日、ワシントンD.C.で生まれた。父のフランシス・A・グレゴリーは教育者で、D.C.公立学校の副教育長、D.C.公立図書館評議員会の黒人として初の評議員長を務めた。Ward 7/Hillcrestの近隣には、フランシスの名前の付いた図書館も作られた。母のノラ・ドリュー・グレゴリーは生涯に渡る教育者で、公立図書館の支持者であった。彼女の兄は、血液の保存法を改良し、第二次世界大戦初期に大規模な血液銀行を作って数千人の命を救った外科医であるチャールズ・ドリューの妹であった。また曽祖父は教育者のジェームズ・モンロー・グレゴリーであった。
グレゴリーはワシントンD.C.で育ち、アナコスティア高校を卒業した後、アダム・パウエルの推薦で、空軍士官学校に通い、軍事工学の学位を得た。

## 軍のキャリア
空軍士官学校卒業後、ヘリコプターの操縦資格を得てベトナムに遠征した。その後、戦闘機に転向した。海軍テストパイロット学校に通い、空軍とNASAのために試験飛行を行った。ジョージ・ワシントン大学で、情報システムの修士号も得た。
50以上の機体で、約7,000時間の飛行を経験した。また、ベトナムでは550回の救出ミッションを行った。

## NASAでのキャリア

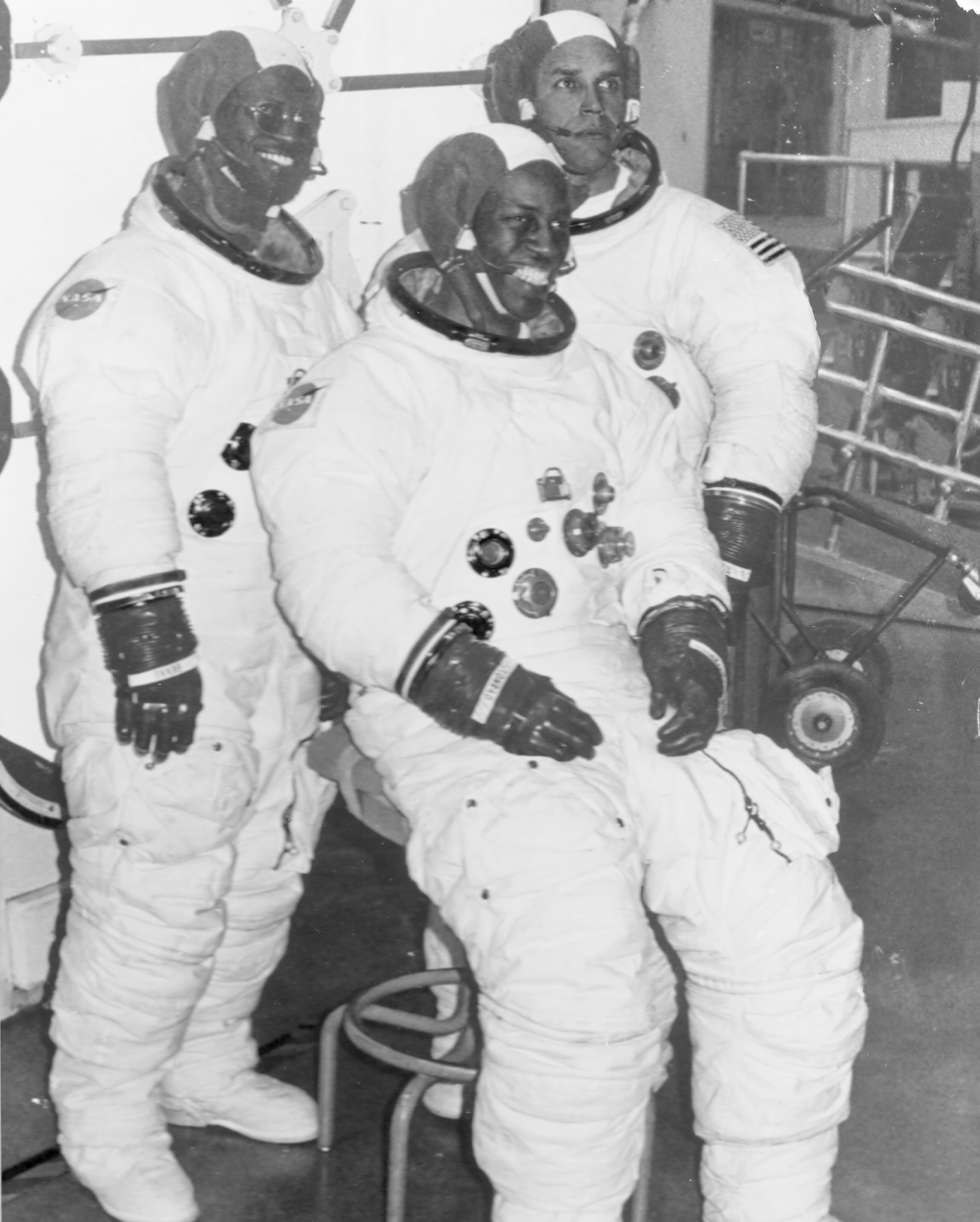
アポロ宇宙服を着る宇宙飛行士候補のロナルド・マクネア、ギオン・ブルーフォードとフレッド・グレゴリー（1978年5月)

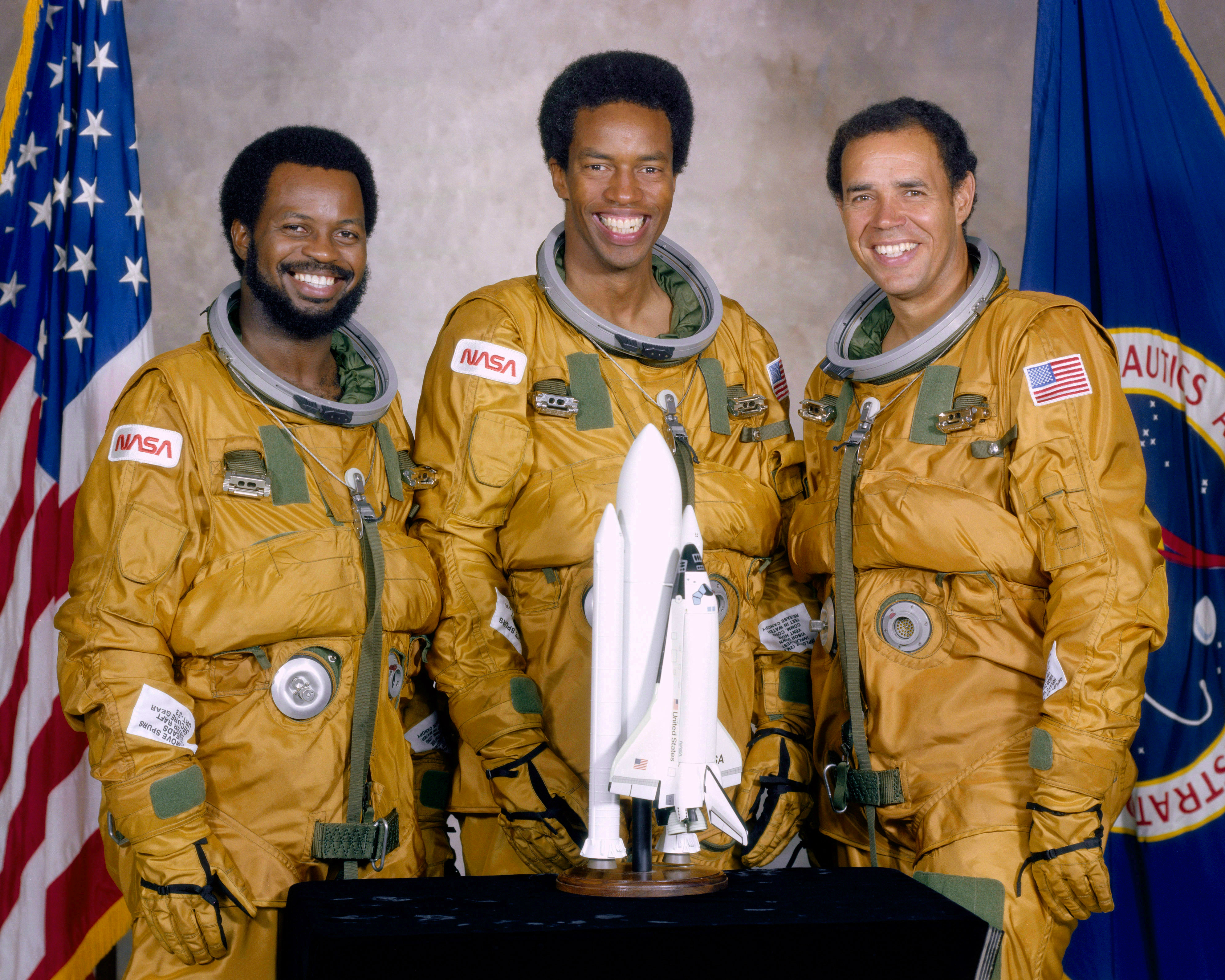
ロナルド・マクネア、ギオン・ブルーフォードとフレッド・グレゴリーは、1978年にアフリカ系アメリカ人として初めて宇宙飛行士に選出された。

グレゴリーは、1978年1月に宇宙飛行士に選ばれた。STS-1とSTS-2の打上げの際には、ケネディ宇宙センターで、宇宙飛行士室の代表として、オービタの検査や打上げの支援を行った。また、チャレンジャー号爆発事故の際には、CAPCOMを務めていた。3度のスペースシャトルのミッションを経験し、合計の宇宙滞在時間は約456時間になる。

### STS-51-B
STS-51-Bは、1985年4月29日にケネディ宇宙センターから打ち上げられた。グレゴリーはパイロットを務めた。欧州宇宙機関が開発した研究室の2度目の飛行で、宇宙物理学から動物実験まで、幅広い科学実験が行われた。また、Nothern Utah Satellite (NURAT)の展開も行われた。7日間のミッションの後、5月6日にエドワーズ空軍基地の乾湖底に着陸した。ミッション期間は、168時間8分47秒であった。

### STS-33
STS-33は、1989年11月22日の夜間にケネディ宇宙センターから打ち上げられ、グレゴリーはアフリカ系アメリカ人として初めて宇宙飛行の船長を務めた。このミッションでは、国防総省等のペイロードが運ばれた。5日間で地球を79周し、11月27日にエドワーズ空軍基地の第4滑走路にハードランディングした。ミッション期間は、120時間7分32秒だった。

### STS-44
STS-44は、1991年11月24日の夜間にケネディ宇宙センターから打ち上げられた。地球を111周する間に、Defence Support Program (DSP)衛星が展開された他、宇宙空間の長期滞在への医学的対策の評価等が行われた。12月1日にエドワーズ空軍基地に着陸した。ミッション期間は、166時間50分42秒だった。

### NASAの経営

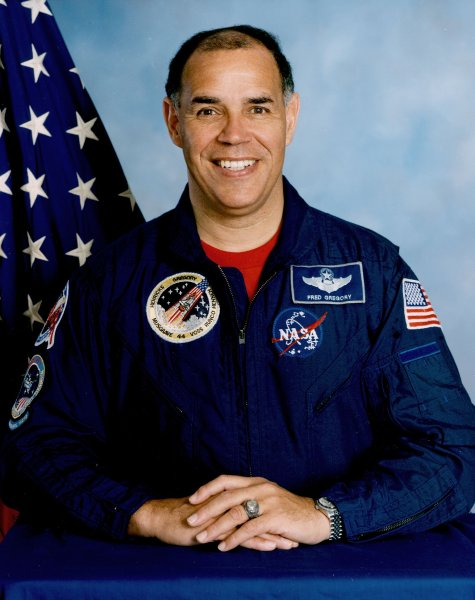

1992年から2001年まで、NASA本部の宇宙飛行安全ミッション保証部、2001年から2002年まで宇宙飛行部で、各々副部長を務めた。2002年8月12日、NASA副長官として宣誓した。この役割で、彼は長官に対し、組織全体のリーダーシップ、計画、政策の方向性を提供する責任があった。副長官は、長官から委任された職務と権限を行使し、長官が局としての最終決定を下すことを支援し、長官が不在の際には、NASAの統治に必要な全ての機能を発揮し、法律によってNASAに帰属された権限を行使することで、長官の役割を果たす。副長官は、NASAのビジョンを明確に示し、大統領府、議会、連邦政府及び他の適切な政府機関の長、国際組織、外部の組織やコミュニティに対してNASAを代表する。2005年2月5日にショーン・オキーフが離任し、同年4月14日にマイケル・D・グリフィンが着任するまで、グレゴリーはNASA長官代理を務めた。その後、副長官に戻り、9月9日に辞表を提出し、11月29日にシャナ・デールと交代した。

## 私生活
ワシントンD.C.出身のバーバラ・アーチャーと結婚していたが、2008年に死別した。アメリカ統合参謀本部に勤めるフレデリックとソーシャルワーカーのヘザー・リンという2人の子供がいる。